# Les Héritiers de l'oncle James

Les Héritiers de l'oncle James est un film français réalisé par Alfred Machin et Henry Wulschleger en 1924.

## Fiche technique
- Titre original : Les Millions de l'oncle James
- Second titre : Les Héritiers de l'oncle James
- Réalisation et scénario : Alfred Machin et Henry Wulschleger
- Photographie : Mario Badouaille
- Société de production :  Les Films Alfred Machin
- Production : Alfred Machin
- Langue : français
- Pays d'origine : France
- Format : Noir et blanc - Muet - 1,33:1
- Genre : Comédie
- Durée : 59 minutes
- Date de sortie :
  - France : 24 octobre 1924

## Distribution
- Ginette Maddie : Ginette
- Louis Monfils : L'oncle James
- Suzy Love
- Madame Dempsey : Fanny la gouvernante
- Monsieur Schey :  Cousin Burgham
- Georges Térof : Cousin Joris
- Claude Machin